# Hystricones
Hystricones is een geslacht van kevers uit de familie somberkevers (Zopheridae).

## Soorten
Deze lijst is mogelijk niet compleet.
- H. armatus
- H. hirtus
- H. papuanus
- H. vagans